# Марселіно Мартінес
Марселіно Мартінес (ісп. Marcelino Martínez, нар. 29 квітня 1940, Арес) — іспанський футболіст, що грав на позиції нападника. Відомий за виступами за клуб «Реал Сарагоса», у складі якого був дворазовим володарем Кубка Іспанії, та володар Кубка ярмарків, а також у складі національної збірної Іспанії, у складі якої був чемпіоном Європи.

## Клубна кар'єра
Марселіно Мартінес народився в місті Арес в Галісії. У дорослому футболі дебютував 1958 року виступами за команду «Расінг» з сусіднього міста Ферроль, зігравши за один сезон 30 матчів у чемпіонаті країни.
1959 року перейшов до клубу «Реал Сарагоса», за який відіграв 11 сезонів. За час, проведений у складі сарагоського клубу, відзначився 117 забитими м'ячами в офіційних матчах, зокрема 70 м'ячами в Прімері. У складі «Реал Сарагоса» двічі ставав володарем Кубка Іспанії, у 1964 році виборов титул володаря Кубка ярмарків. У складі сарагоського клубу був одним із членів п'ятірки гравців атаки, відомого як «чудові» (ісп. Los Magníficos), до якого також входили Канаріо, Карлос Лапетра, Елеутеріо Сантос та Хуан Мануель Вілья. Завершив виступи на футбольних полях в складі «Реал Сарагоса» у 1970 році.

## Виступи за збірну
У 1961 році Марселіно Мартінес дебютував у складі національної збірної Іспанії. У складі збірної брав участь у чемпіонату Європи 1964 року на батьківщині, здобувши того року титул континентального чемпіона, у фінальному матчі проти збірної СРСР відзначившись переможним м'ячем. У 1966 брав участь у чемпіонаті світу в Англії. У складі збірної грав до 1967 року. Загалом протягом кар'єри у національній команді провів у її формі 14 матчів, забивши 4 голи.

## Титули і досягнення
- Володар Кубка Іспанії (2):

«Реал Сарагоса»: 1963–1964, 1965–1966
- Володар Кубка ярмарків (1):

«Реал Сарагоса»: 1963–1964
- Чемпіон Європи (1):

Іспанія: 1964